# 成都西站
成都西站设于苏坡立交附近，是成蒲铁路起点车站与成都枢纽“三主三辅”中的一座辅助客运站，于2002年12月随成都枢纽西环线建成通车:136。车站在建成初期为货运站，设有1条正线和3条到发线。2018年12月28日开办客运业务。车站办理都江堰、雅安、蒲江等方向的火车客运业务，货运仅办理专用线货运作业，设有通往成都飞机工业集团（温江机场）的专用线。2022年10月11日起，因成都站改造施工，成都西站承接原由成都站到发的25对列车。

## 车站设计

### 站房
成都西站按远期（2030年）高峰每小时客流量7677人的规模设计为大型客运站，站房为线侧平式，面积6000余平方米，地上一层，以金沙遗址为灵感设计。车站正面包裹有成都有轨电车蓉2号线轨道，可与4号线、9号线以及蓉2号线在站外进行换乘。
- 售票处，可见上方立面内包裹的有轨电车轨道
- 候车室
- 进站地道入口
- 进站地道内部

### 站场
成都西站站场规模为5台10线，设基本站台1座、岛式中间站台4座，设8米宽旅客进、出站地下通道各1个。

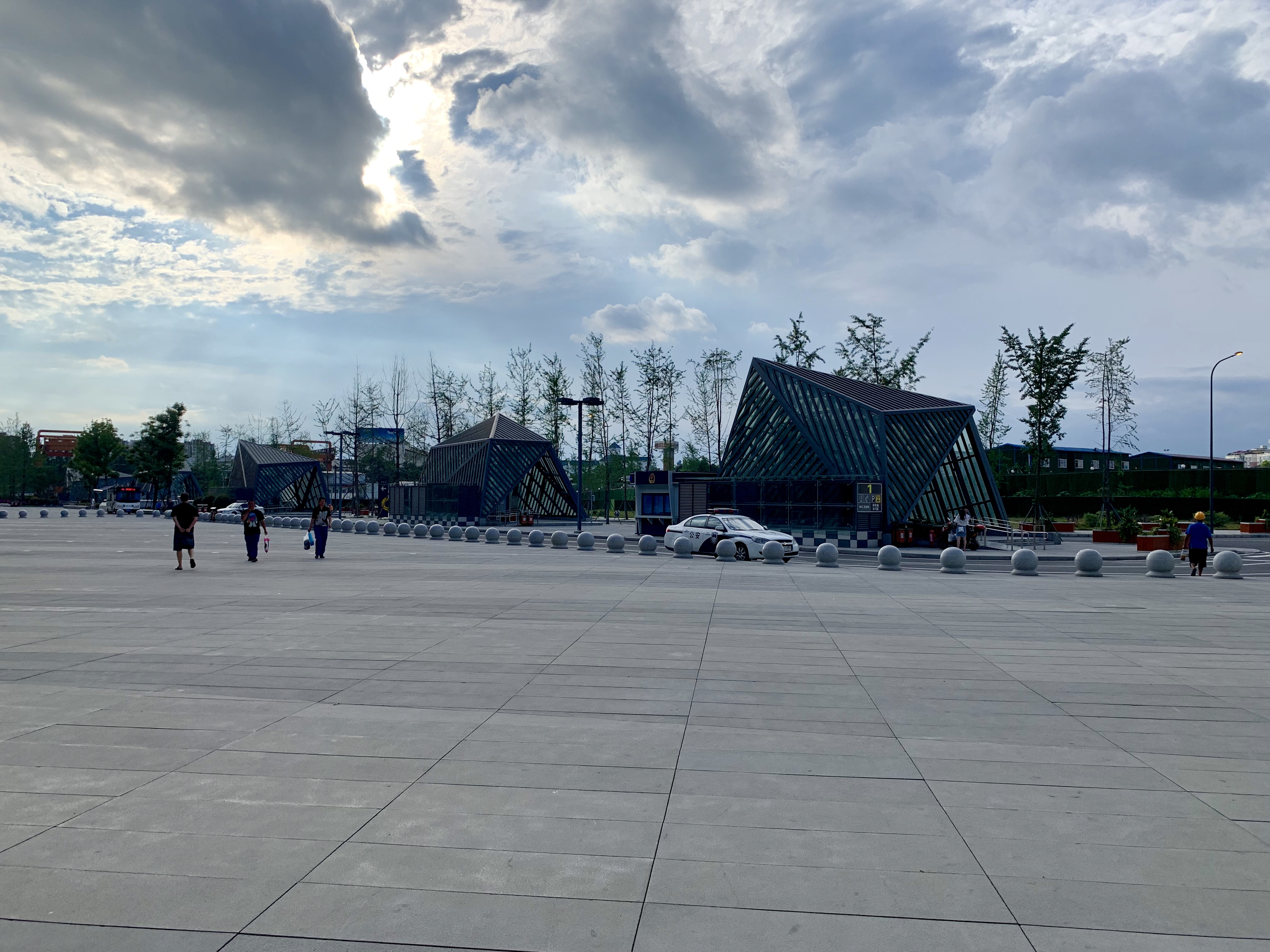
站前广场
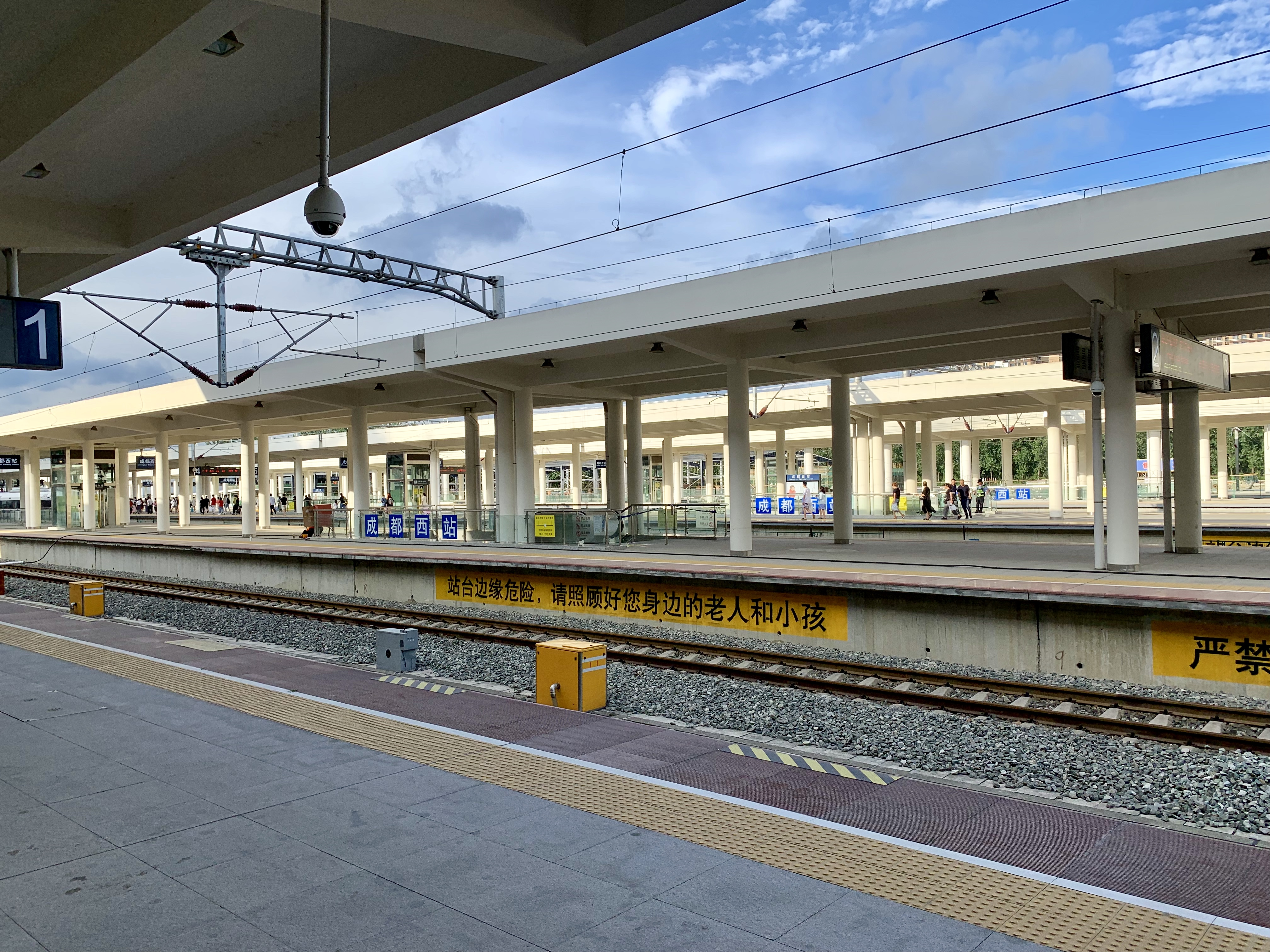
站台
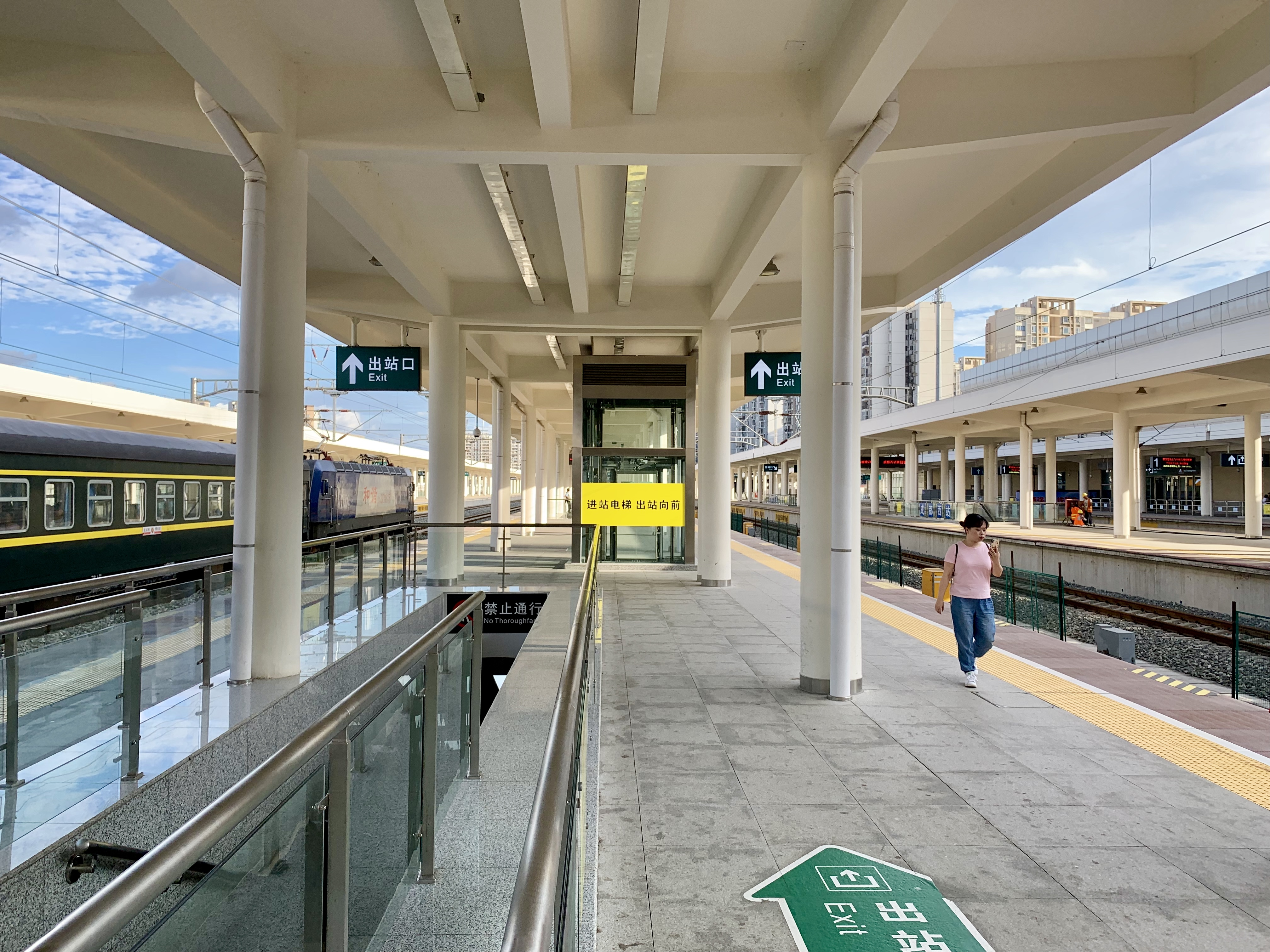
站台上的无障碍设施
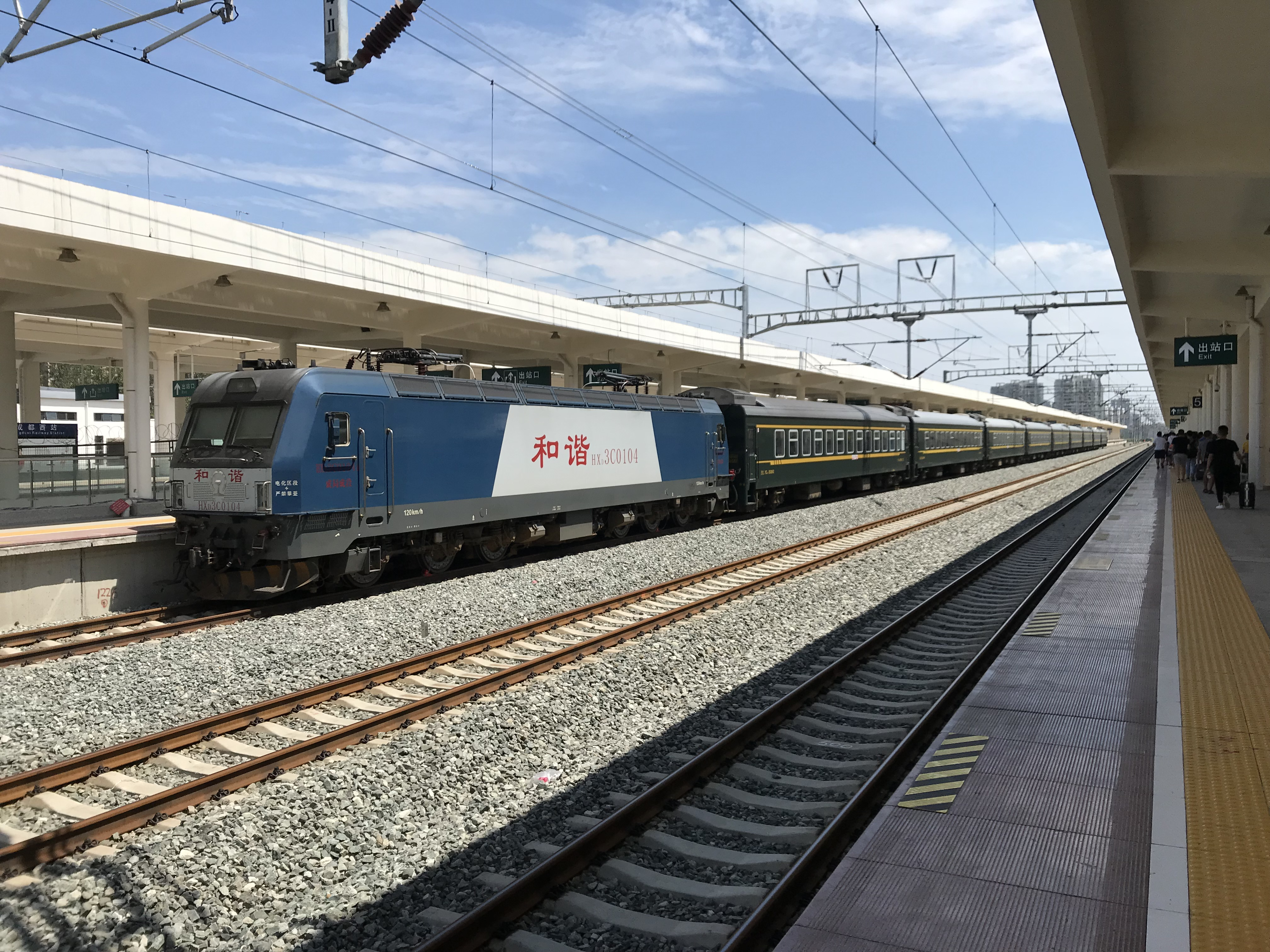
通勤列车停靠站台
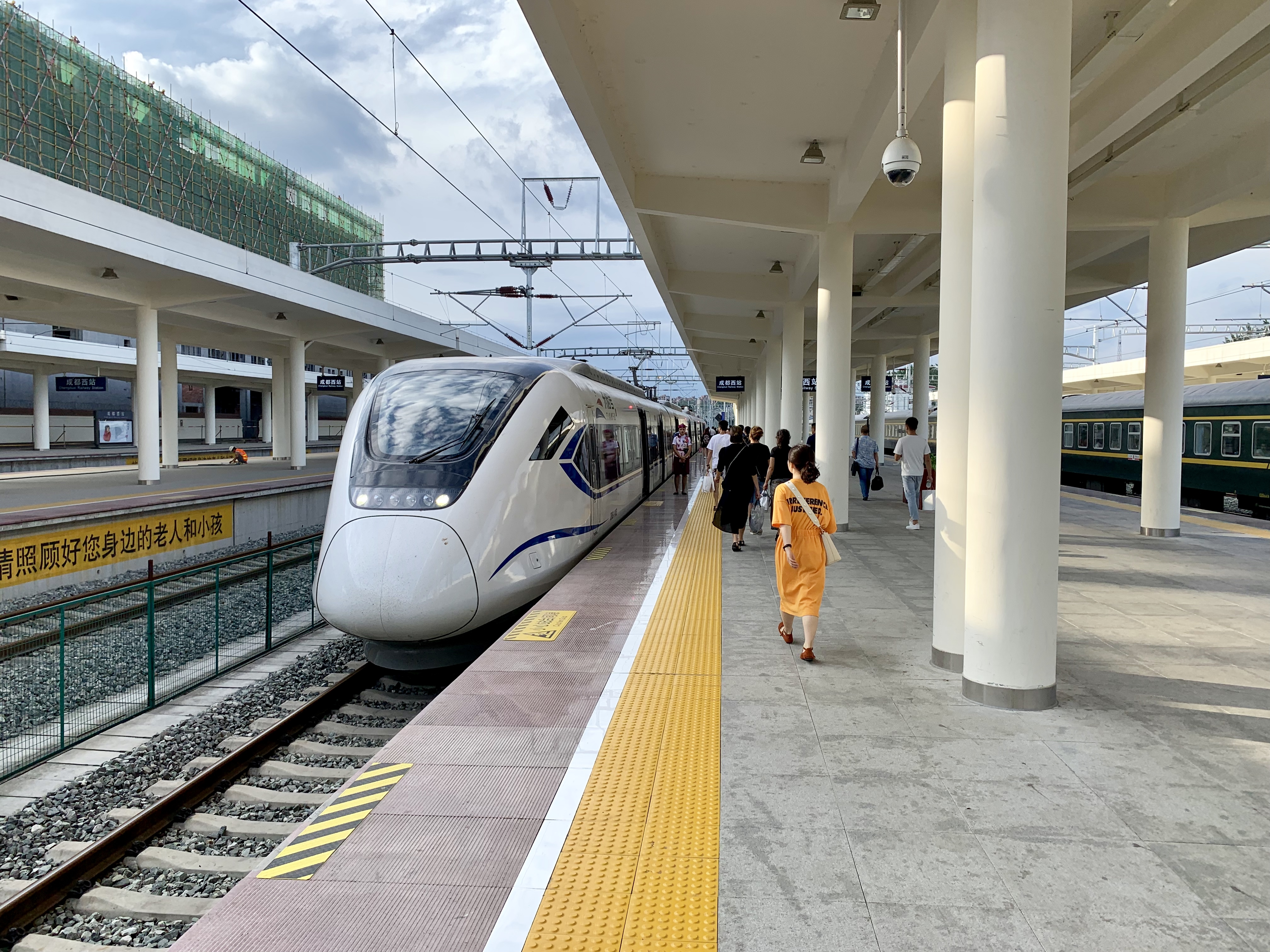
停靠在4站台的“天府号”四节编组CRH6A-A市域动车组

## 配套交通

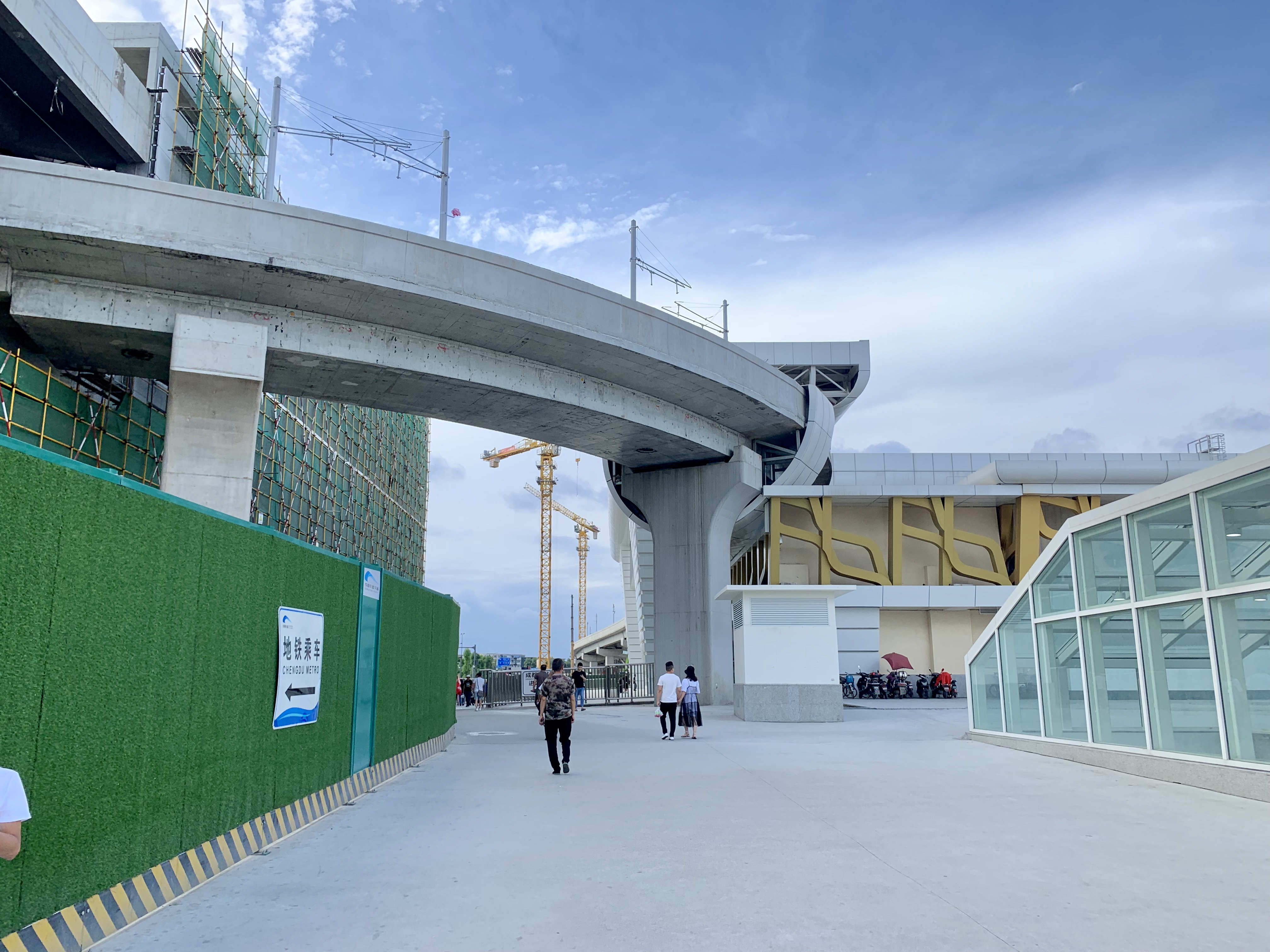
直接从车站正面经过的有轨电车高架桥

### 地铁
成都西站站前广场地下设置有成都地铁成都西站，可换乘成都地铁4号线、9号线。

### 公交线路
107路、142路、32路、35路、338路、89路、904路、226A路、228路、G30路、夜间6路。

### 有轨电车
成都西站站前广场一侧修建有成都有轨电车蓉2号线综合枢纽大楼，通过该处站点换乘有轨电车蓉2号线；同时，2018年底成都西站正面二层经过改造，将高架通过的蓉2号线轨道桥包裹在站房内。